# Djurs Nørre Herred
Djurs Nørre Herred var det næststørste herred i det tidligere Randers Amt, og bestod af det nordøstlige hjørne af Djursland.
Herredet hed Kong Valdemars Jordebog Dyursæ Nørræhæreth og var i middelalderen en del af Aabosyssel, senere var det i Kalø Len, og fra 1660 Kalø Amt. Djurs Nørre Herred grænser mod vest til Sønderhald Herred og mod
syd til Djurs Sønder Herred, hvor grænsen dannes af det
udtørrede Kolindsunds hovedkanal, og omgives i øvrigt af Kattegat. Øen Anholt hører til herredet.

## Sogne i Djurs Nørre Herred
- Anholt Sogn – (Grenaa Kommune)
- Enslev Sogn – (Norddjurs Kommune)
- Fjellerup Sogn – (Nørre Djurs Kommune)
- Gammelsogn (nedlagt) – (Grenaa Kommune)
- Ginnerup Sogn – (Nørre Djurs Kommune)
- Gjerrild Sogn – (Nørre Djurs Kommune)
- Glesborg Sogn – (Nørre Djurs Kommune)
- Grenaa Sogn – (Grenaa Kommune)
- Hammelev Sogn – (Grenaa Kommune)
- Hemmed Sogn – (Nørre Djurs Kommune)
- Karlby Sogn – (Nørre Djurs Kommune)
- Kastbjerg Sogn – (Nørre Djurs Kommune)
- Nimtofte Sogn – (Midtdjurs Kommune)
- Rimsø Sogn – (Nørre Djurs Kommune)
- Tøstrup Sogn – (Midtdjurs Kommune)
- Veggerslev Sogn – (Nørre Djurs Kommune)
- Villersø Sogn – (Nørre Djurs Kommune)
- Voldby Sogn – (Nørre Djurs Kommune)
- Ørum Sogn – (Nørre Djurs Kommune)

## Eksterne kilder og henvisninger
- Djurs Nørre Herred i J.P. Trap: Kongeriget Danmark, udarbejdet af H. Weitemeyer (3. udgave, 4. bind 1901)

56°28′23.19″N 10°40′33.47″Ø / 56.4731083°N 10.6759639°Ø